# Алтей лекарственный
Алте́й лека́рственный, или Алтей апте́чный (лат. Althaéa officinális) — многолетнее травянистое растение; вид рода Алтей семейства Мальвовые (Malvaceae). Произрастает в Европе, Азии и на севере Африки.

## Название
Латинское название рода происходит от греч. Althaca — «исцелять» — такое название растения употребляли Теофраст, Диоскорид и Плиний.
Народные названия в русском и ряде других языков:
- на русском — алтей лекарственный, просвирняк, проскурняк[5], калачики, дикая роза;
- на белорусском — алтэя;
- на болгарском — бяла ружа, бяла лечебна ружа;
- на украинском — алтея лікарська, алтей, рожа, гордовля, калачики, паляниця, пацірник, пацурник, проскурень, проскурки, собача, ружа псяча, слез,;
- на польском — Prawoślaz lekarski;
- на английском — marshmallow, marsh mallow, white-mallow;
- на французском — guimauve officinale, guimauve sauvage;
- на немецком — Eibisch, Echter eibisch;
- на испанском — malvavisco;
- на грузинском — ტუხტი (тухти);
- на абхазском — амалы́хә;
- на таджикском - гули хайрӣ;
- на киргизском — короз-гүл;
- на азербайджанском — Aptek gülxətmi, Dərman bəlğəmotu.

## Распространение и экология
Ареал вида охватывает практически всю территорию Европы, Переднюю Азию, Средний Восток и Среднюю Азию, Китай (Синьцзян-Уйгурский автономный район) и Северную Африку. В России встречается в европейской части (кроме севера), в степной и лесостепной зонах Северного Кавказа, Поволжья, Восточной и Западной Сибири, в том числе на Алтае.
Как заносное произрастает в Северной Америке. Культивируется на Украине и в Краснодарском крае России.
Растёт в поймах рек и арыков, в береговых и кустарниковых зарослях, по берегам озёр, на заболоченных низинах в области полупустынь, солонцеватых и солончаковых лугах, реже на залежах. Предпочитает лёгкие влажные почвы с неглубоким залеганием грунтовых вод.
Размножается главным образом семенами. При посеве используют 1—2-летние семена. Иногда применяют размножение делением корневищ.

## Ботаническое описание

### Внешний облик

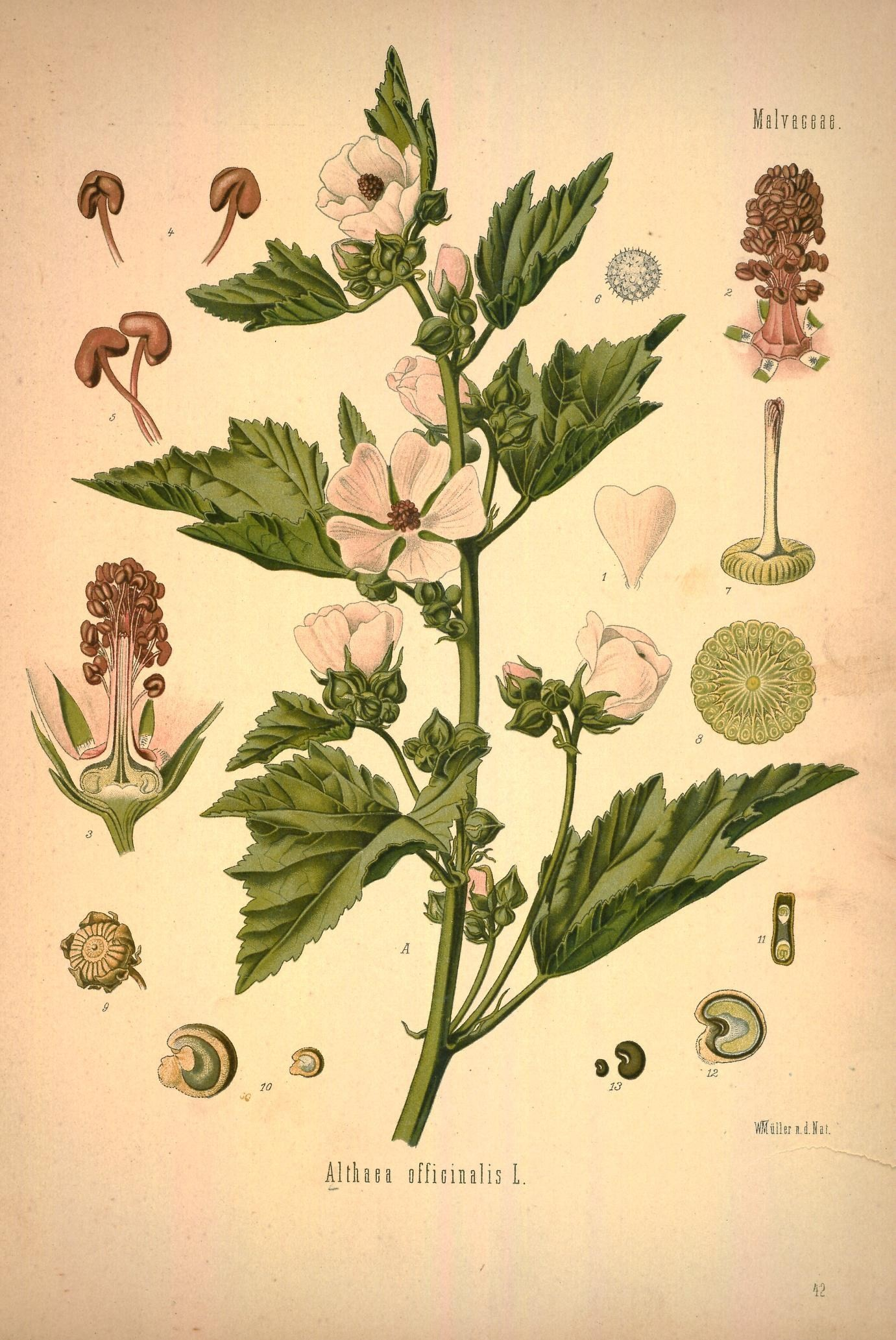

Алтей лекарственный — многолетнее травянистое растение высотой 60—200 см, покрытое многоконечными или почти звездчатыми волосками, в верхней части, а особенно листья, часто бархатисто-шелковистое.
Корневище толстое и короткое, многоглавое, с мощным стержневым, белым, деревянистым главным корнем диаметром до 2 см и длиной до 50 см, многочисленными беловатыми мясистыми боковыми корнями.
Стеблей несколько (до десяти), редко одиночные, прямостоячие, круглые, простые или слабо ветвистые, в основании или в нижней части одревесневающие, цилиндрические, при цветении голые серо-зелёные, иногда грязно-пурпурные; более толстые стебли с прерывистыми, вдавленными, расположенными вдоль бороздками, переходящими в основании в почти сетчатый рисунок с продольно вытянутыми петлями.

### Листья
Листья на черешках длиной 2—6,25 см. Нижние листья от широкояйцевидных до почти округлых или даже почковидных, при основании сердцевидные, округлённые или срезанные, большей частью тупые, с несильно развитыми одиночными или двойными лопастями, при цветении и плодоношении увядающие; средние — схожи с нижними, сердцевидные или яйцевидные, с закруглённым или срезанным основанием, более цельные, длиной 5—15 см и шириной 3—12,5 см; верхние — цельные, яйцевидные или продолговато-заострённые, цельные, с закруглённым или широко клиновидным основанием. Все листья неравномерно-городчато-зубчатые, сверху слабо-, снизу густоопушённые, очерёдные.
Прилистники узколанцетные или линейные, быстро опадающие.

### Цветки
Короткие, кистевидные, многоцветковые, изредка 2—3-цветковые соцветия, расположенные в пазухах средних и верхних листьев, образуют верхушечное, густое, колосовидное общее соцветие.
Цветки на очень коротких цветоножках, скучены у верхушки стебля, правильные, длиной 2—10 мм, иногда из пазух, наравне с общим цветоносом, выходят отдельные цветки на цветоножках длиной 2—4 см. Подчашие почти в два раза короче чашечки, состоит из 8—42 линейных, только почти у основания сросшихся листочков длиной 3—6 мм. Чашечка с подчашием, остающаяся при плодах, серовато-зелёная, длиной 6—12 мм, глубоко надрезана на пять треугольно-яйцевидных, заострённых долей. Подчашие глубоко рассечённое на 8—12 линейных листочков, сросшихся у основания. Венчик светло- или ярко-розовый, иногда почти белый, редко красновато-розовый, у основания пурпурный. Лепестки в числе пяти, длиной 10—20 мм, шириной (в более широкой части) 6—17 мм, от широко- до продолговато-обратнояйцевидных, на верхушке с неглубокой выемкой, к основанию суженные в ноготок и срастающиеся с тычиночной трубкой.
Тычинки многочисленные, почти по всей длине сросшиеся в трубку. Пестик с верхней 15—25-гнёздной плоской завязью. Столбики в количестве, равном числу гнёзд завязи, спаяны в колонку, проходящую через тычиночную трубку, на верхушке свободные, с простыми рыльцами.
Формула цветка: {\displaystyle \ast K_{6+5}\;C_{5}\;A_{\infty }\;G_{({\underline {\infty }})}}

### Плоды и семена

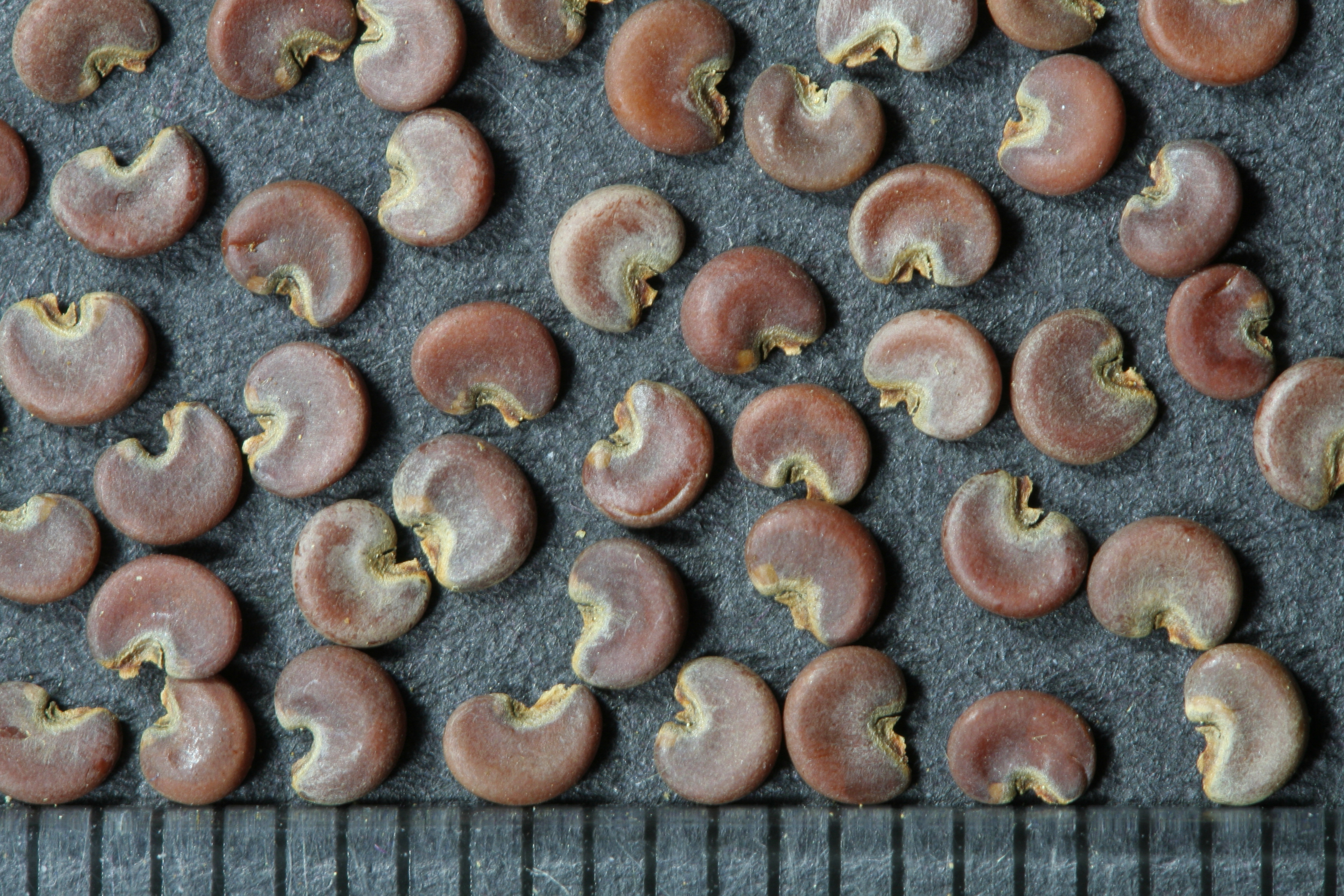
Плоды

Плод — плоская, дисковидная дробная многосемянка диаметром 7—10 мм, в зрелом состоянии распадающаяся вдоль шва на 15—25 желтовато-серых односеменных плодиков. Плодики высотой 3—3,5 мм, длиной 2,5—3 мм, шириной 1—1,5 мм, слабой поперечной морщинистостью, с тупыми, слегка закруглёнными краями, по всей спинке густо покрыты звездчатыми волосками. Семена гладкие, тёмно-серые или тёмно-бурые, почковидные, длиной 2—2,5 мм и шириной 1,75—2 мм. Околоплодник тонкий, легко отделяющийся от семени. Вес 1000 семян — 2,0—2,7 грамма.
Цветёт со второго года, в июне — августе, плоды созревают в августе — октябре.

## Растительное сырьё

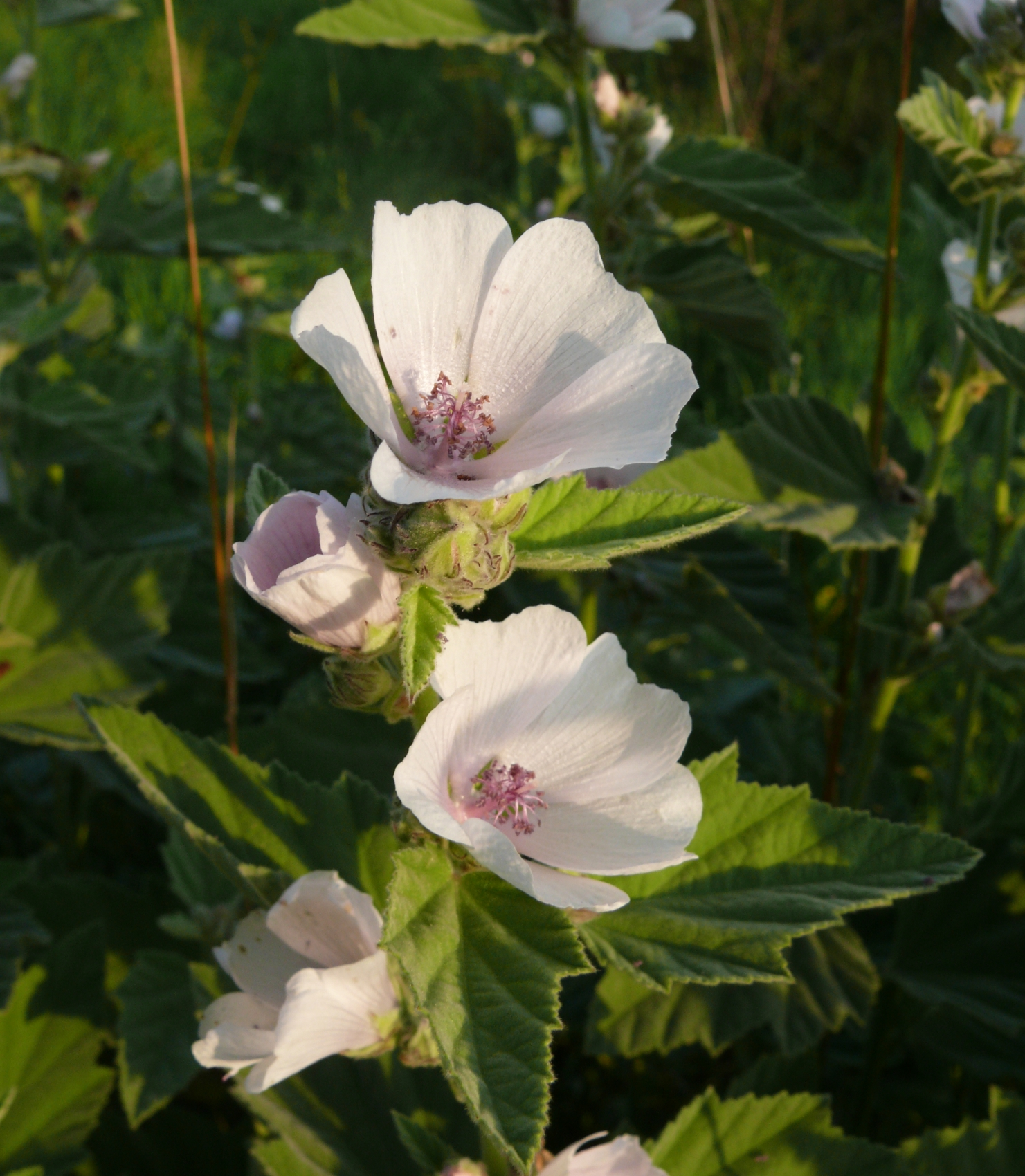
Соцветие алтея лекарственного

### Сбор и сушка
В качестве лекарственного сырья используются корневища и корни двулетних растений: корень алтея очищенный — лат. Radix Althaeae, корень алтея неочищенный — Radix Althaeae naturale (их заготавливают ранней весной или осенью после засыхания стеблей), а также трава алтея лекарственного — Herba Althaeae officinalis. Заготовки проводят раз в три — четыре года, оставляя до 30 % растений для восстановления.
Выкопанные корни освобождают от земли, удаляют стебли, неодревесневшие и головчатые части корневищ и стержневой деревянистый корень. Заготовленное сырьё промывают, подвяливают в буртах 2—3 дня, режут на куски длиной 30—35 см, толстые расщепляют вдоль (для получения очищенного корня снимают пробку с подвяленных корней), после чего выкладывают на сетки или полотнища и сушат в проветриваемых помещениях или сушилках при температуре 45—50 °C. Сырьё гигроскопично, легко отсыревает, поэтому его хранят в сухих, хорошо проветриваемых помещениях. Срок годности корней 3 года.
Траву собирают в течение месяца от начала цветения.

### Химический состав

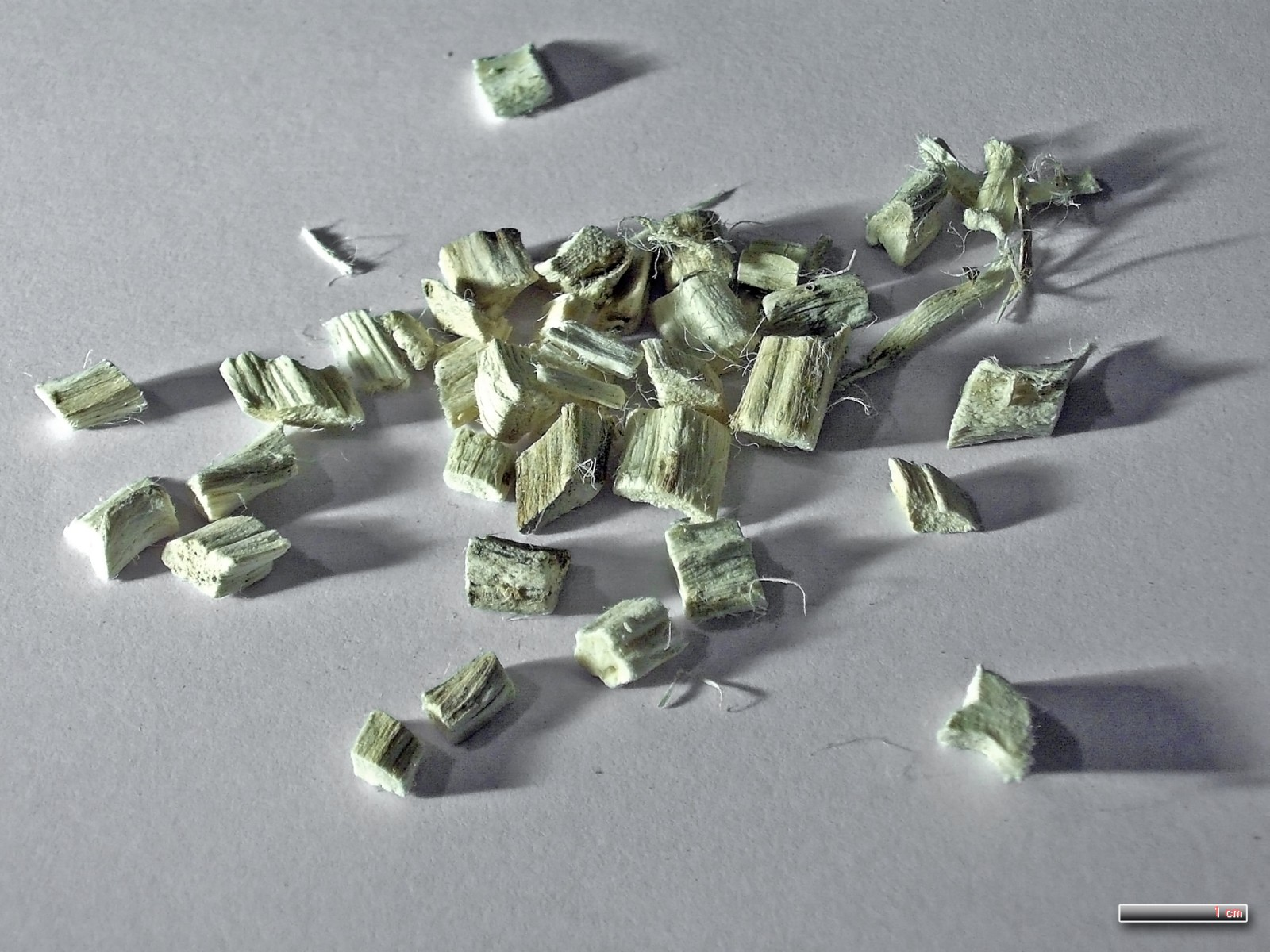
Корневища сушёные — лекарственное сырьё

В корнях растения обнаружены крахмал (до 37 %), слизистые вещества (до 35 %), пектин (11—16 %), сахара (8 %), каротин, лецитин, фитостерин, минеральные соли и жирные масла (1—1,5 %). Корни алтея содержат незаменимые для человеческого организма аминокислоты, в частности, от 2 до 19,8 % аспарагина и до 4 % бетаина.
В листьях, кроме того, содержатся слизи, эфирное масло, каучукоподобные вещества, аскорбиновая кислота, каротин.
Жирное масло из семян содержит — олеиновую (30,8 %), α-линолевую (52,9 %); α-линоленовую (1,85 %) и β-линоленовую кислоту (0,65 %).
Количество сахара, слизи и других веществ меняется по временам года. Зола богата фосфатами.

### Фармакологические свойства
Корень алтея лекарственного — типичное слизесодержащее лекарственное растение, по количеству и содержанию активных веществ почти равноценное семенам льна.
Препараты этого растения облегчают самопроизвольную регенерацию тканей, уменьшают воспалительный процесс, в качестве протектора смягчают воспалительный налёт, обладают отхаркивающим действием. Водные экстракты в большой дозе обволакивают слизистую оболочку желудка, при этом действие и эффект тем лучше, чем выше кислотность желудочного сока.

## Хозяйственное значение и применение

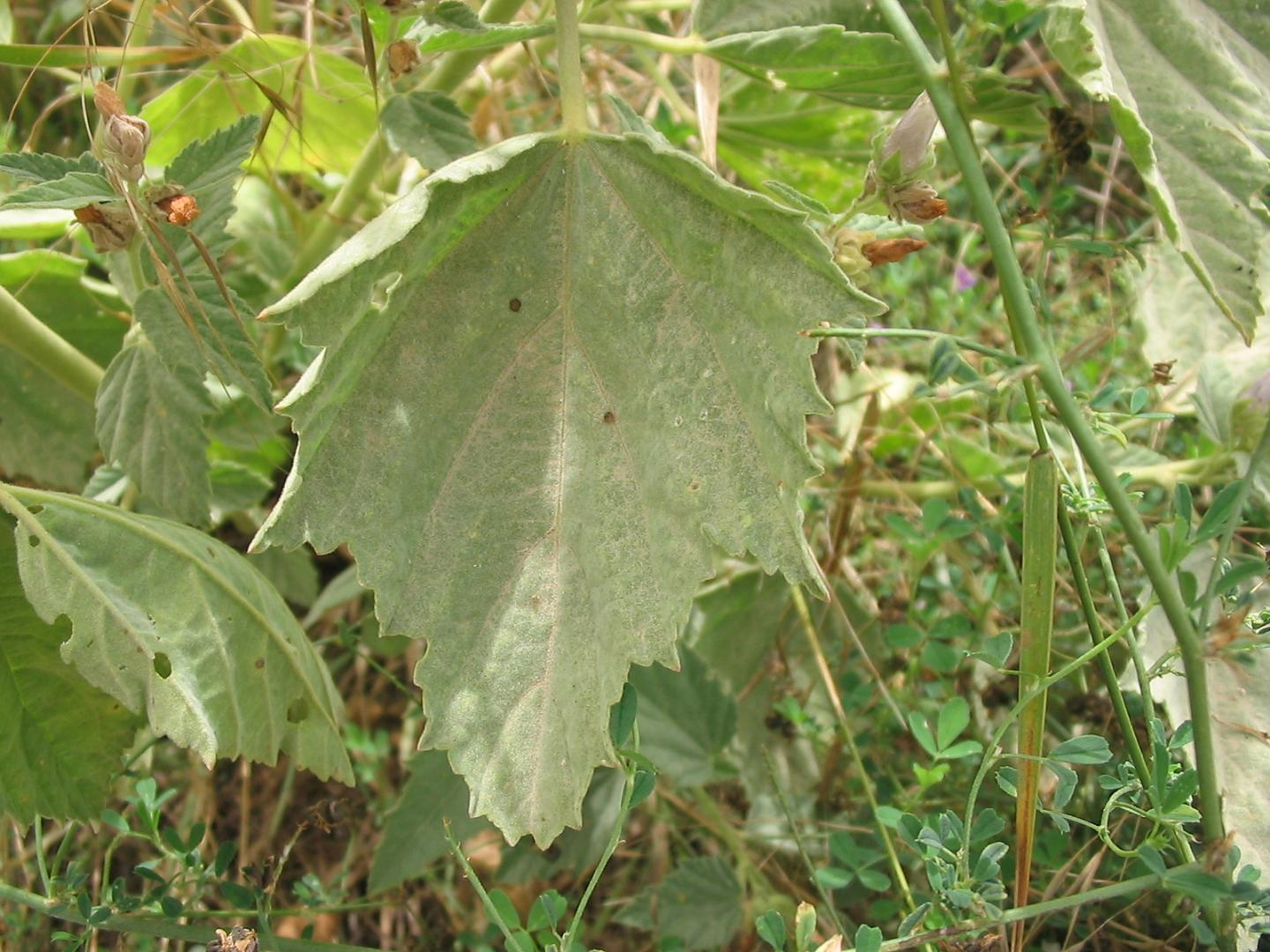
Лист алтея лекарственного

Разводится как декоративное растение.
Корни едят в сыром и варёном виде, из них готовят каши, кисель. В размолотом виде добавляют в хлеб.
Стебли содержат волокна кремового цвета, довольно грубые и короткие. Практического значения по качеству волокна, как прядильное, не имеет, но может быть использовано для изготовления бумаги. Волокно из алтея лекарственного менее прочно, чем волокно из конопли, но обладает малой гигроскопичностью; применяется для изготовления мешков и канатов.
Цветки и трава содержат пигмент — мальвидин, применяемый для окраски шерсти в красный цвет, с солями железа даёт черновато-синюю или серую окраску, с солями алюминия — серую или серовато-фиолетовую, а с солями олова — тёмно-фиолетовую.
Жирное масло из плодов применяется в лакокрасочной промышленности. Корни идут на изготовление клея.
Медонос.

### Медицинское применение

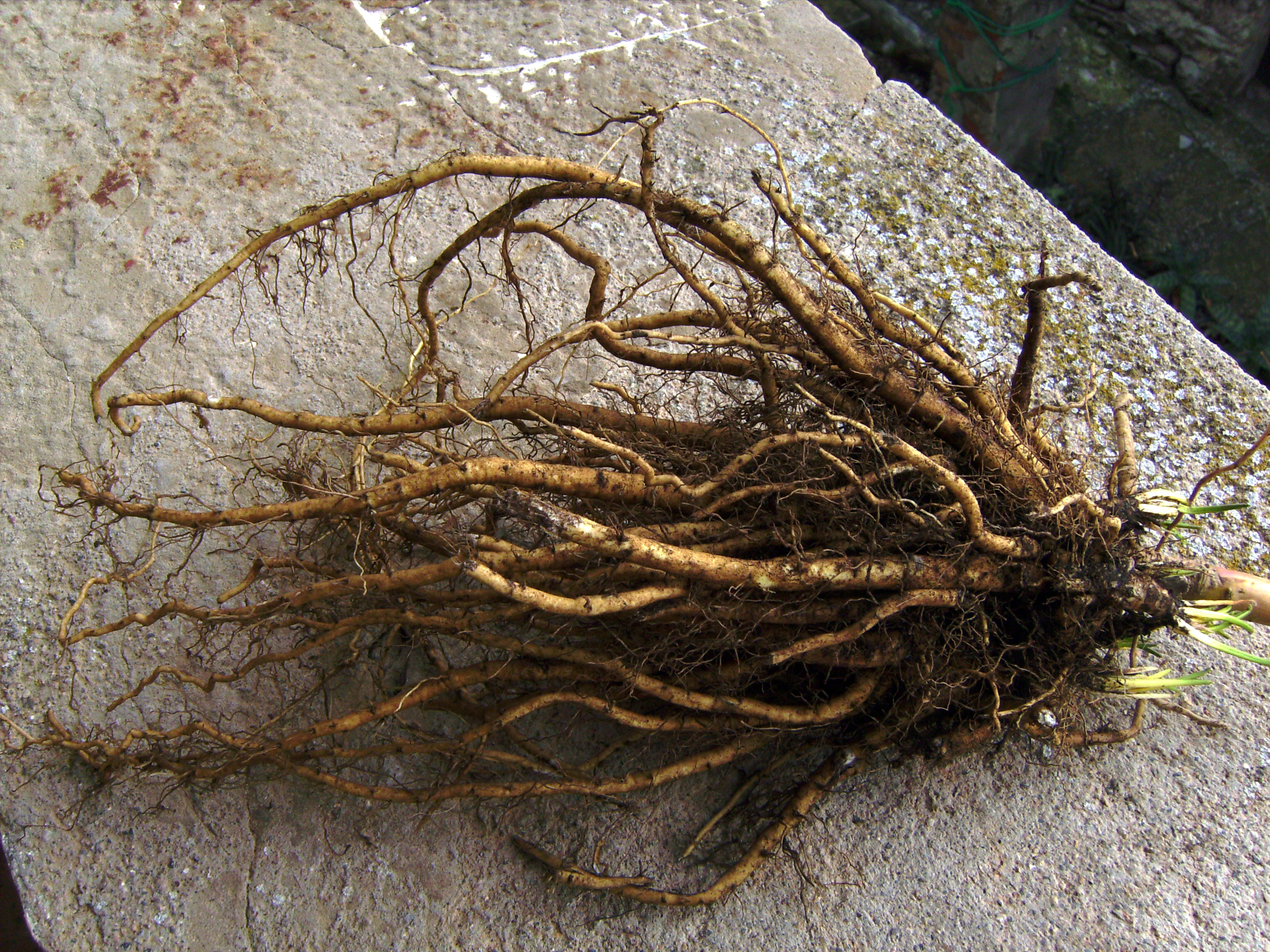
Корневище с корнями

Корни используют в форме порошка, настоя, сухого экстракта и сиропа, траву — для получения препарата мукалтина.
В медицинской практике алтей лекарственный применяется издавна. В настоящее время препараты из корня алтея входят в фармакопеи различных стран. Является основным действующим веществом в лекарственном препарате мукалтин.
Учитывая важное значение алтея как сырья для фармацевтической промышленности, болгарские селекционеры создали высокопродуктивный сорт алтея лекарственного под названием «Русалка», который выращивают в некоторых хозяйствах Болгарии.
Алтей лекарственный традиционно используется для облегчения раздражения слизистых оболочек, им полощут рот при язвах в нём и горле.
Выращивание в культуре
Выращивают алтей лекарственный посевом скарифицированных семян непосредственно в грунт. Растение предпочитает плодородные супеси. Применяют также посадку «верхушками» корней с несколькими «глазками» — почками, которые остаются в отходах при заготовке и очистке корней; в течение зимы «верхушки» хранят в буртах, траншеях, подвалах.
Уход за посевами (посадками) состоит в поддержании поля в рыхлом и чистом от сорняков состоянии. В год посева растения образуют стебли высотой до 1—1,5 м и даже плодоносят, но лучший прирост бывает на второй год. Урожай корней к концу второго года в 4 раза больше, чем в первый год. Корни выкапывают лопатами или плугами.
Алтей лекарственный поражается конопляной блошкой, поедающей всходы, тлями, сосущими соки, и различными видами проволочников и ложнопроволочников, повреждающими корни, которые после этого загнивают и теряют товарные качества.

## Классификация
Вид Алтей лекарственный входит в род Алтей (Althaea) трибы Malveae подсемейства Malvoideae семейства Мальвовые (Malvaceae) порядка Мальвоцветные (Malvales).
|  |                                      |  |                                                             |                                                             |                     |  | ещё 10 семейств (согласно Системе APG II) | ещё 10 семейств (согласно Системе APG II) |                         |  |  |  | ещё 6—12 видов |
|  |                                      |  |                                                             |                                                             |                     |  | ещё 10 семейств (согласно Системе APG II) | ещё 10 семейств (согласно Системе APG II) |                         |  |  |  | ещё 6—12 видов |
|  |                                      |  |                                                             | порядок Мальвоцветные                                       |                     |  |                                           |                                           | род Алтей               |  |  |  |                |
|  |                                      |  |                                                             | порядок Мальвоцветные                                       |                     |  |                                           |                                           | род Алтей               |  |  |  |                |
|  | отдел Цветковые, или Покрытосеменные |  |                                                             |                                                             | семейство Мальвовые |  |                                           |                                           | вид Алтей лекарственный |  |  |  |                |
|  | отдел Цветковые, или Покрытосеменные |  |                                                             |                                                             | семейство Мальвовые |  |                                           |                                           |                         |  |  |  |                |
|  |                                      |  | ещё 44 порядка цветковых растений (согласно Системе APG II) | ещё 44 порядка цветковых растений (согласно Системе APG II) |                     |  |                                           | ещё более 200 родов                       | ещё более 200 родов     |  |  |  |                |
|  |                                      |  |                                                             | ещё 44 порядка цветковых растений (согласно Системе APG II) |                     |  |                                           |                                           | ещё более 200 родов     |  |  |  |                |